# Nahuel Cainelli
Nahuel Cainelli (San Guillermo, Santa Fe, Argentina; 18 de agosto de 1994) es un futbolista argentino que se desempeña como mediocampista y juega en San Martín de Tucumán, de la Primera Nacional de Argentina.

## Trayectoria
Nahuel Cainelli hizo su debut como profesional en Tiro Federal de Morteros, del Torneo Federal B, el 6 de septiembre de 2014, en el empate 1 a 1 frente al clásico rival, 9 de Julio de Morteros, por la primera fecha del Torneo Federal B 2014.
Con el conjunto de Morteros, Cainelli permaneció durante 3 temporadas, en los que anotó 8 goles en 53 partidos jugados.
En enero de 2017 se une a Estudiantes de Río Cuarto, que recién había ascendido al Torneo Federal A, donde permaneció durante siete años, en los cuales disputó 187 partidos y anotó 17 goles, con los cuales logró el campeonato del Torneo Federal A 2018-19, lo que significó el ascenso del club cordobés a la Primera Nacional por primera vez en su historia, y disputó dos finales para obtener el ascenso a la Primera División Argentina.
En 2022 fue cedido a préstamo a Godoy Cruz, con los cuales pudo hacer su debut en la máxima categoría del fútbol argentino, sin embargo tuvo muy poca participación, jugando solamente 5 partidos durante su estadía en el conjunto mendocino.
Para 2025 se une a San Martín de Tucumán, para disputar el Campeonato de Primera Nacional 2025, debutando con su nuevo equipo el 8 de febrero, en el empate 0 a 0 frente Almagro, por la primera fecha del campeonato de ascenso.

## Estadísticas

### Clubes
Actualizado hasta su último partido disputado el 2 de agosto de 2025.
| Club                                | Div.          | Temporada     | Liga  | Liga  | Liga   | Copas nacionales | Copas nacionales | Copas nacionales | Torneos internacionales | Torneos internacionales | Torneos internacionales | Total | Total | Total  |
| Club                                | Div.          | Temporada     | Part. | Goles | Asist. | Part.            | Goles            | Asist.           | Part.                   | Goles                   | Asist.                  | Part. | Goles | Asist. |
| ----------------------------------- | ------------- | ------------- | ----- | ----- | ------ | ---------------- | ---------------- | ---------------- | ----------------------- | ----------------------- | ----------------------- | ----- | ----- | ------ |
| Tiro Federal de Morteros Argentina  | 4.ª           | 2014          | 12    | 0     | 0      | 1                | 0                | 0                | —                       | —                       | —                       | 13    | 0     | 0      |
| Tiro Federal de Morteros Argentina  | 4.ª           | 2015          | 24    | 2     | 1      | —                | —                | —                | —                       | —                       | —                       | 24    | 2     | 1      |
| Tiro Federal de Morteros Argentina  | 4.ª           | 2016          | 16    | 6     | 3      | —                | —                | —                | —                       | —                       | —                       | 16    | 6     | 3      |
| Tiro Federal de Morteros Argentina  | Total club    | Total club    | 52    | 8     | 4      | 1                | 0                | 0                | 0                       | 0                       | 0                       | 53    | 8     | 4      |
| Estudiantes de Río Cuarto Argentina | 3.ª           | 2017-18       | 18    | 1     | 0      | 1                | 1                | 0                | —                       | —                       | —                       | 18    | 1     | 0      |
| Estudiantes de Río Cuarto Argentina | 3.ª           | 2018-19       | 26    | 4     | 4      | 3                | 1                | 0                | —                       | —                       | —                       | 26    | 4     | 4      |
| Estudiantes de Río Cuarto Argentina | 2.ª           | 2019-20       | 21    | 3     | 0      | —                | —                | —                | —                       | —                       | —                       | 21    | 3     | 0      |
| Estudiantes de Río Cuarto Argentina | 2.ª           | 2020          | 8     | 0     | 0      | —                | —                | —                | —                       | —                       | —                       | 8     | 0     | 0      |
| Estudiantes de Río Cuarto Argentina | 2.ª           | 2021          | 29    | 2     | 1      | 2                | 0                | 2                | —                       | —                       | —                       | 31    | 2     | 3      |
| C. D. Godoy Cruz Argentina          | 1.ª           | 2022          | 4     | 0     | 0      | 1                | 0                | 0                | —                       | —                       | —                       | 5     | 0     | 0      |
| C. D. Godoy Cruz Argentina          | Total club    | Total club    | 4     | 0     | 0      | 1                | 0                | 0                | 0                       | 0                       | 0                       | 5     | 0     | 0      |
| Estudiantes de Río Cuarto Argentina | 2.ª           | 2023          | 40    | 2     | 1      | 3                | 0                | 0                | —                       | —                       | —                       | 43    | 2     | 1      |
| Estudiantes de Río Cuarto Argentina | 2.ª           | 2024          | 35    | 3     | 1      | 1                | 0                | 0                | —                       | —                       | —                       | 36    | 3     | 1      |
| Estudiantes de Río Cuarto Argentina | Total club    | Total club    | 177   | 15    | 7      | 10               | 2                | 2                | 0                       | 0                       | 0                       | 187   | 17    | 9      |
| San Martín (T) Argentina            | 2.ª           | 2025          | 16    | 0     | 0      | 2                | 0                | 0                | —                       | —                       | —                       | 18    | 0     | 0      |
| San Martín (T) Argentina            | Total club    | Total club    | 16    | 0     | 0      | 2                | 0                | 0                | 0                       | 0                       | 0                       | 18    | 0     | 0      |
| Total carrera                       | Total carrera | Total carrera | 249   | 23    | 11     | 14               | 2                | 2                | 0                       | 0                       | 0                       | 263   | 25    | 13     |
| 1.                                  |               |               |       |       |        |                  |                  |                  |                         |                         |                         |       |       |        |

## Palmarés

### Torneos nacionales
| Título           | Club                      | País      | Año     |
| ---------------- | ------------------------- | --------- | ------- |
| Torneo Federal A | Estudiantes de Río Cuarto | Argentina | 2018-19 |